# GIER
GIER (Geodætisk Instituts Elektroniske Regnemaskine) blev Danmarks anden regnemaskine – eller andengenerationsdatamat.
Den efterfulgte DASK, men hvor denne blot blev bygget i ét eksemplar, blev der lavet mange GIER-maskiner.
Andengeneration betyder, at maskinens fundamentale komponent er en transistor – mod tidligere et radiorør.
GIER blev bygget af firmaet Regnecentralen fra starten af 1960, og man forsøgte at sælge den til de danske universiteter og forskningsinstitutioner, men uden held i starten. Idet man dér foretrak de store og kendte amerikanske mærker som IBM, CDC, UNIVAC m.fl.
Men maskinen blev utrolig populær og medvirkede ved adskillige folketingsvalg som stemmeoptæller og analysator.
Programmeringssproget var GIER Algol og en hulstrimmel var et populært inddatamedie.
Den første maskine blev leveret til Geodætisk Institut og blev opstillet i Telefonhuset på Borups Allé. Firmaet Haldor Topsøe fik maskine nr.2 og Forsøgsanlæg Risø fik nr.3 – prisen var dengang ca. 600.000 kr. pr. stk hvilket ifølge Danmarks Statistik svarer til ca. 5 millioner kr. i 2005-priser.
- Wikimedia Commons har flere filer relateret til GIER